# Camille de Montalivet
Pour les articles homonymes, voir Montalivet.
Pour les autres membres de la famille, voir Famille Bachasson de Montalivet.
Camille Bachasson, comte de Montalivet, né le 25 avril 1801 à Valence (Drôme) et mort le 4 janvier 1880 à Saint-Bouize (Cher), au château de Montalivet-Lagrange, est un homme d'État français, pair de France, ami de Louis-Philippe dont il est l'exécuteur testamentaire, plusieurs fois ministre sous la monarchie de Juillet.

## Biographie

### Origines familiales et jeunesse
Il est le second fils de Jean-Pierre Bachasson, comte de Montalivet (1766-1823), pair de France et ministre de Napoléon Ier, et d'Adélaïde Starot de Saint-Germain, fille supposée de Louis XV.
Il fait ses études secondaires au lycée Henri-IV ; il est ensuite admis à l’École polytechnique puis à l’École des ponts et chaussées où il est remarqué par Gaspard de Prony. Il se prépare à une carrière dans le génie civil lorsque, son père et son frère aîné étant tous deux morts en 1823, il devient comte et pair de France.
En raison de son âge, il n'est admis à siéger à la chambre haute qu'en 1826, mais dès cette date il se montre le défenseur des idées constitutionnelles et fait paraître en 1827 la Lettre d’un jeune pair de France aux Français de son âge.

### Sa carrière ministérielle sous Louis-Philippe
Adversaire, en 1829, du ministère Polignac, il est l'un des premiers à se rallier à la monarchie de Juillet pendant la révolution de 1830. Nommé dès le mois d'août colonel de la Garde nationale, il est présenté à Louis-Philippe, et après avoir reçu de lui l'intendance provisoire de la dotation de la Couronne (10 octobre), se trouve appelé presque aussitôt (2 novembre) au ministère de l'Intérieur dans le gouvernement de Jacques Laffitte, succédant à Guizot.
Le roi l'avait chargé de prévenir tout mouvement violent pendant le procès des ministres de Charles X. Il protège lui-même les délibérations de la Chambre des pairs avec une escorte de gardes nationaux et de chasseurs. Lorsque le ministère est ébranlé par la retraite de Dupont de l'Eure et par la démission de La Fayette, le roi charge Casimir Perier de former un nouveau ministère dans lequel Montalivet prend le portefeuille de l'Instruction publique et des Cultes. Il y marque surtout son passage par des mesures en faveur de l'instruction primaire.
Comme proche de Louis-Philippe et en sa qualité d'ancien intendant de la dotation de la Couronne, il a à soutenir la discussion du projet de loi sur la liste civile en janvier 1832. Dans le cours de ce débat, il commet un impair, aussitôt exploité par l'opposition, en employant le mot « sujets » au lieu de celui de « citoyens » et la formule « roi de France » au lieu de « roi des Français ». Devant le hourvari soulevé par ce discours, le président doit suspendre la séance. Lorsque celle-ci reprend, Montalivet, remontant à la tribune pour se justifier, ne fait que s'enferrer en voulant à toute force achever la phrase au milieu de laquelle il avait été interrompu, et qu'il se met donc à répéter inlassablement sous les interruptions de la gauche, suscitant un nouveau tumulte et provoquant le départ indigné de l'opposition. Le lendemain, Odilon Barrot fait circuler une pétition, signée par 165 députés, demandant le rappel à l'ordre du ministre, à laquelle le gouvernement riposte quelques jours plus tard en produisant des documents officiels signés par les tribuns de l'opposition — Dupont de l'Eure, Mauguin, Audry de Puyraveau, Laffitte — qui, après les Trois Glorieuses, concluaient leurs lettres au roi en se déclarant, selon la formule rituelle : « de V.M. le très humble et très fidèle serviteur et sujet ».

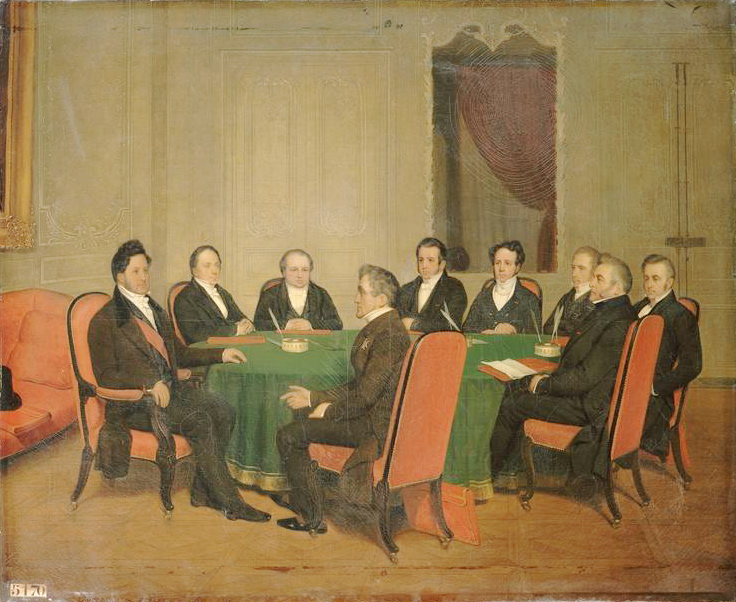
Montalivet au Conseil des ministres, présidé par Louis-Philippe, le 3 août 1838, et tenu au château de Champlâtreux, chez le comte Molé président du Conseil, par Henry Scheffer (château de Versailles).

En mourant, Casimir Perier désigne Montalivet comme son successeur au ministère de l'Intérieur, qu'il retrouve le 27 avril 1832.
Après avoir mis les départements de l'Ouest en état de siège et tout disposé pour l'arrestation de la duchesse de Berry, le ministre préside aussi à l'exécution des mesures répressives arrêtées contre l'insurrection républicaine des 5 et 6 juin. Mais s'étant trouvé en désaccord avec l'école doctrinaire, représentée au pouvoir par Guizot, il donne sa démission (10 octobre 1832), et redevient intendant général de la liste civile. Il est président de la Société de géographie en 1834. Rappelé pour la troisième fois au ministère de l'Intérieur, du 22 février au 6 septembre 1836, il le quitte de nouveau pour céder sa place à Guizot ; il y rentre le 15 avril 1837 comme président du cabinet reconstitué.
En dehors des luttes ardentes de la tribune, il se signala par la présentation de projets de lois sur les aliénés, sur les attributions des conseils généraux, sur l'achèvement de plusieurs monuments publics, sur l'amélioration des Archives, de l'institution des Jeunes-Aveugles, sur la réforme des prisons et du système pénitentiaire. Conseillé par Léon Vidal, Camille de Montalivet, propulse aussi l'ascension du journaliste Charles-Louis Havas, en retirant le soutien de l'État à son rival Jacques Bresson.

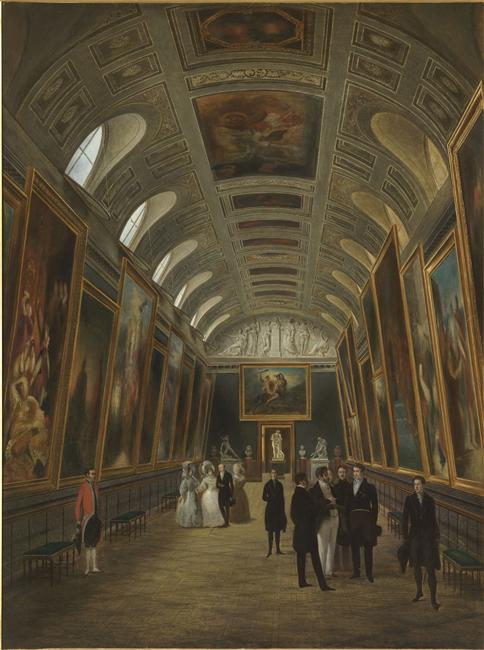
Montalivet en visite au musée du Luxembourg aux côtés de Louis-Philippe et de Marie-Amélie, du duc et de la duchesse Decazes et du commandant militaire du Luxembourg.

Il se replia du 30 mars 1839 au 2 février 1848 sur les fonctions d'intendant de la liste civile et attacha son nom à la création du musée de Versailles, à l'agrandissement du musée du Louvre, aux restaurations des châteaux de Fontainebleau, de Pau et de Saint-Cloud. Après avoir refusé le 1er février 1847 le portefeuille de l'Instruction publique qui lui était offert, il sembla se rallier, dans les derniers temps du règne, aux idées de réforme électorale : son vœu était que Louis-Philippe, se séparant de Guizot, fît au centre gauche des concessions : il ne put les obtenir.

### Un défenseur de la monarchie de Juillet
Rentré en 1848 dans la vie privée, il accompagna le roi à sa sortie de Paris, puis s'occupa de soutenir auprès du gouvernement provisoire les intérêts de la famille d'Orléans : devenu intime de la famille royale, le roi Louis-Philippe en avait fait son exécuteur testamentaire à sa mort en 1850, ce qui amena Montalivet à combattre le décret de janvier 1852 portant confiscation des biens de la famille d'Orléans sous le Second Empire. Il fut élu à l'Académie des beaux-arts en 1840 et devint en 1843 grand-croix de la Légion d'honneur.
En 1851, il défendit la mémoire de Louis-Philippe dans une brochure qu'il publia : Le roi Louis-Philippe et la liste civile. À l'ouverture de la session législative de 1861, l'empereur ayant reproché au gouvernement de juillet « peu de sincérité dans les délibérations, peu de stabilité dans la marche des affaires, peu de travail utile accompli », Montalivet répondit à ces attaques, soulignées par la presse officielle, par un volume Rien ! Dix années de gouvernement parlementaire (1862).

### Son ralliement à la République
À la chute de l'Empire (1870), il se rapprocha sensiblement de l'opinion « républicaine conservatrice » que son ami Thiers commençait à préconiser, et il ne dissimula point les désillusions que lui causèrent les tentatives de réconciliation du comte de Paris avec le comte de Chambord.
Le 17 juin 1874, il écrivait à Casimir Perier : « Je conserve le culte de mon dévouement et de mes amitiés personnelles ; mais douloureusement désillusionné par les manifestes royaux de 1872, si contraires à l'établissement d'une monarchie vraiment constitutionnelle, j'ai pensé, comme vous, dès ce jour, que le salut de la France exigeait supérieurement l'acceptation loyale de la république. » En un mot, il resta dévoué aux princes, mais plus au principe, et cette lettre eut une grande influence sur l'évolution du centre droit lors du vote des lois constitutionnelles de février 1875.
En 1878, il a publié à Paris un ouvrage de 116 pages intitulé : Un heureux coin de terre : Saint-Bouize et Couargus". Malgré son âge avancé, il se décida à accepter le siège de sénateur inamovible que lui offrirent en 1879 les gauches du Sénat, qu'il conserva jusqu'à sa mort, le 4 janvier 1880, au château de Lagrange-Montalivet dans le Cher.

### Mariage et descendance
Il avait épousé, en 1828, Clémentine Paillard-Ducléré, fille de Constant Paillard-Ducléré, dont il eut cinq filles :
- Marie, épouse de Laurent-François, marquis de Gouvion-Saint-Cyr ;
- Adélaïde, épouse d'Antoine-Achille Masson, dont la descendance releva le nom de Montalivet :
  - Georges Masson-Bachasson de Montalivet, marié à Marguerite Davillier, fille de Henri Davillier,
  - Pierre Masson-Bachasson de Montalivet, diplomate, marié à Gabrielle-Jenny Goüin, fille d'Eugène Goüin,
  - Charles-Louis Masson-Bachasson de Montalivet, officier et vice-président de la Croix-Rouge française, marié successivement à deux des petites-filles de Prosper Duvergier de Hauranne,
  - Jeanne, mère des trois frères d'Astier de La Vigerie ;
- Camille, épouse du vicomte du Moncel ;
- Marie-Amélie, filleule du roi Louis-Philippe et de la reine Marie-Amélie, épouse de Gustave Guyot de Villeneuve ;
- Marthe, épouse de Georges Picot, qui est l'arrière-grand-mère du président de la République Valéry Giscard d'Estaing.

## Hommages
À Valence (Drôme), l'allée Camille-de-Montalivet et une statue élevée en 1900 lui rendent hommage.
La rose « Comte de Montalivet » a été nommée en son honneur. C'est une rose de type Hybrides remontants qui a été créée en 1846 dans les jardins du comte de Mondeville à Sainte-Radegonde à partir des semences de William Jesse. Elle présente de très larges fleurs doubles d'une couleur mariant le rouge et le violet.

## Sources
La correspondance et les rapports des ministres de l’Intérieur (dont Montalivet, 1809-1814) au Secrétaire d’État sous Napoléon Ier sont conservées aux Archives nationales (France). La correspondance et les rapports des ministres de l’Intérieur (dont Montalivet, 1809-1814) au Secrétaire d’État sous Napoléon Ier sont conservées aux Archives nationales (France).